# Sapp Rocks
Sapp Rocks (in lingua inglese: Rocce Sapp) sono due piccoli spuntoni rocciosi situati 3,7 km a nord dell'Alley Spur, lungo il versante settentrionale del Dufek Massif nei Monti Pensacola, in Antartide. 
Le rocce sono state mappate dall'United States Geological Survey (USGS) sulla base di rilevazioni e foto aeree scattate dalla U.S. Navy nel periodo 1956-66.
La denominazione descrittiva è stata assegnata dall'Advisory Committee on Antarctic Names (US-ACAN), in onore di Cliflton E. Sapp, addetto sanitario del gruppo che trascorse l'inverno del 1965 al Polo Sud.